# Vlag van Paaseiland

Vlag van Paaseiland (sinds 2006)

Vlag van Paaseiland (1880-1899)

Vlag van Paaseiland (1899-1902)

De vlag van Paaseiland (Rapa Nui: Te Reva Reimiro of Te Reva Rapa Nui) is de vlag van Paaseiland, een speciaal gebied van Chili. Het werd voor het eerst in het openbaar gevlogen naast de nationale vlag op 9 mei 2006.

## Symboliek

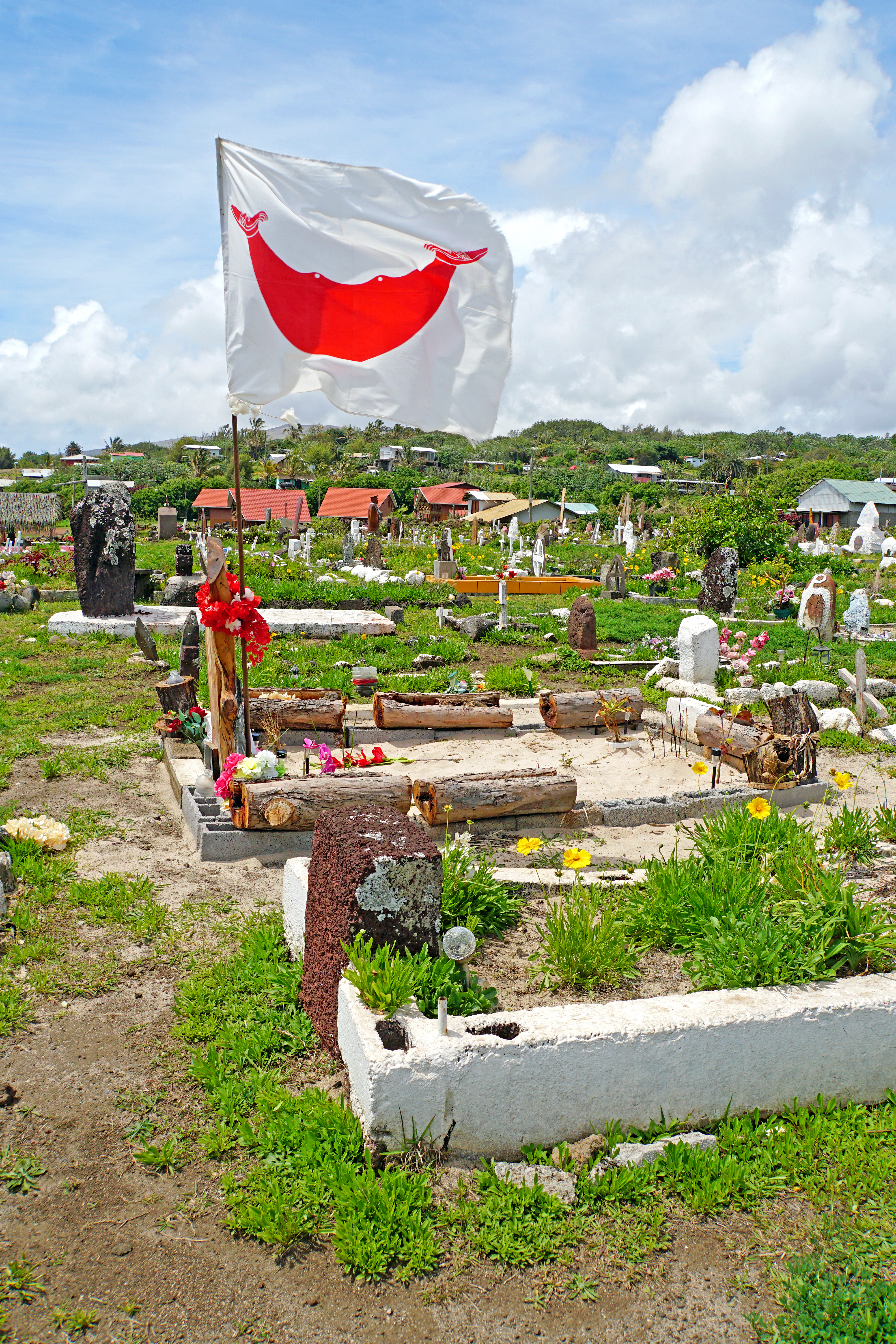
De vlag van Paaseiland op de Hanga Roa begraafplaats.

Het is een witte vlag met in het midden een reimiro (een houten borstornament dat ooit door de mensen van Rapa Nui werd gedragen) geschilderd in rood (mana), een symbool van macht, met twee antropomorfe figuren aan de randen, die de Ariki ('opperhoofden') voorstellen. , edelen').
Een variant heeft kenmerkend vier zwarte Tangata Manu ('vogelman') op elke hoek van de vlag.

## Geschiedenis
De Te Reva Reimiro werd in 1880 door de lokale bevolking opgericht om het eiland het apparaat van een moderne staat te laten aannemen en een staat-tot-staat-dialoog te voeren met Chili, dat het eiland uiteindelijk in 1888 annexeerde.
Jarenlang werd de vlag onofficieel gebruikt door de Polynesische bevolking van het eiland om hun eiland te vertegenwoordigen, maar de officiële vlag was de wit met gouden vlag van de "Gemeente Paaseiland". In 2006 werd het opgewaardeerd tot een "speciaal gebied" en werd het optionele gebruik van de naam Rapa Nui voor het eerst toegestaan in overheidsdocumenten, waarbij de vlag van Reimiro werd aangenomen als de vlag van de entiteit.
De voormalige vlag die gebruikte tussen 1899 en 1902 bestaat uit een horizontale tweekleur van rood en wit met het blauwe vierkant eindigde op de bovenste hijshoek van de rode band met de harten van Jezus en Maria, een kruis, een mijter en verticale rode reimiros eromheen.